# سوتارو إيزومي
سوتارو إيزومي (باليابانية: 泉 宗太郎) (5 أغسطس 1992 في كاناغاوا في اليابان – )؛ هو لاعب كرة قدم ياباني سابق كان يلعب كلاعب وسط.

## وصلات خارجية
- سوتارو إيزومي على موقع رابطة كرة القدم اليابانية للمحترفين (اليابانية)